# Bischheim (Germania)
Bischheim è un comune di 720 abitanti della Renania-Palatinato, in Germania.
Appartiene al circondario del Donnersberg (targa KIB) ed è parte della comunità amministrativa (Verbandsgemeinde) di Kirchheimbolanden.